# Комарово (Чечня)
Комаро́во (чечен. Iамта-КIотар) — село в Надтеречном районе Чеченской Республики. Административный центр Комаровского сельского поселения.

## География

Комаровское сельское поселение на карте Надтеречного района

Село расположено в северо-западной части Чеченской Республики, в 20 км к юго-западу от районного центра — села Знаменского и в 55 км к северо-западу от города Грозного.
Ближайшие населённые пункты: на севере — сёла Бено-Юрт и Знаменское, на северо-востоке — село Калаус, на юго-востоке — посёлок Горагорский, на западе — село Аки-Юрт (Ингушетия).

### Орлиное
43°30′54″ с. ш. 45°06′34″ в. д.
Административно в состав Комарова в качестве удалённой территории входит расположенное в 5,5 км к востоку от него село Орлиное, в прошлом бывшее самостоятельным населённым пунктом. В 1990 году население Орлиного составляло 150 человек. В некоторых официальных источниках Орлиное до сих пор упоминается как отдельное село или хутор.

## История
В 1977 году Указом президиума ВС РСФСР посёлок Маковкин был переименован в село Комарово.

## Население
| 1990  | 2002  | 2010  | 2012  | 2013  | 2014  | 2015  |
| ----- | ----- | ----- | ----- | ----- | ----- | ----- |
| 1337  | ↗1355 | ↘1284 | ↗1307 | ↗1332 | ↗1334 | ↗1363 |
| 2016  | 2017  | 2018  | 2019  | 2020  | 2021  | 2023  |
| ↗1369 | ↗1382 | ↗1391 | ↗1423 | ↗1431 | ↘1116 | ↘1101 |
| 2024  |       |       |       |       |       |       |
| ↘1090 |       |       |       |       |       |       |

## Известные жители села
- Автурханов Умар Джунитович — чеченский и российский государственный и политический деятель.